# 脆弱家庭与儿童福利研究
脆弱家庭与儿童福利研究（英语：Fragile Families and Child Wellbeing Study; FFCWS）是美国普林斯顿大学与哥伦比亚大学对4898个美国家庭的一项追踪调查。该研究始于1998年，迄今已完成了一轮基线调查以及五轮追访。第七轮调查已于2020年末开始。这七轮调查分别在受访家庭中某一指定孩子0岁、1岁、3岁、5岁、9岁、15岁以及22岁时进行。调查对1998到2000年在20个美国大城市中医院出生的孩子及其家庭进行了分层随机抽样，其中对诞生了非婚生子女的家庭过度采样。也就是说，非婚生子女在样本中所占的比例比在总人口中所占的比例要高。
该调查致力于探明非婚生子女家庭的社会特征，摸清孩子的成长轨迹。FFCWS的研究手段包括对父母、孩子、保育员以及老师的采访与问卷。同时访员也采集了家庭成员身高、体重以及DNA等数据，对家庭住所与育儿场所进行了观察。

## 活动背景
FFCWS由普林斯顿大学的社会学家萨拉·麦克拉纳汉以及哥伦比亚大学的社会学家欧文·加芬克尔和罗恩·敏西创立。为了加深学术研究，推进政策制定，FFCWS调查组划定了四个研究方向：
1. 調查人員希望能了解未婚生子的家長（特別是父親）的生活狀態及個人能力
2. 未婚生子女家长双方之间的关系
3. 在脆弱家庭中成长起来的孩子的人生经历
4. 政策因素与环境因素对于家庭与儿童的影响

## 主办单位
该课题依然由普林斯顿大学与哥伦比亚大学联合主管。在普林斯顿大学，该项目受本德海姆-托曼儿童福利研究中心以及健康与福利研究中心共同管理。当前的负责人是社会学家凯瑟琳·埃丁。在哥伦比亚大学，该项目受人口研究中心以及儿童与家庭国家中心共同管理。当前的负责人是社会经济学家简·瓦尔德福格尔。 除了两所大学之外，FFCWS受到了来自尤妮斯·肯尼迪·施莱佛国立儿童健康与人类发育研究所等机构的资助。
在调查实施过程中，项目组与三家机构进行了合作。芝加哥大学全国民意调查中心参与了基线调查的访问。Mathematica政策研究中心参与了第一至第四轮调查的访问。维思达特公司参与了第五与第六轮调查的访问。

## 活动内容

### 抽样设计
1998到2000年之间，FFCWS在20个美国大城市中对在医院里出生的孩子及其家庭进行了分层随机抽样。项目组着意抽取了20个各具特点的城市。它们的就业市场情况不同，福利发放的积极程度不同，对于儿童抚养协议强制执行的力度也不同。选好城市之后，项目从才从各个城市抽了数个医院，又从各个医院选了数个新生儿与家庭。最终的样本量是4898。
调查组对非婚生子女的家庭进行了过度采样，让非婚生子女的家庭在总样本中占了大约四分之三。实际上，非婚生子女只占美国总人口约三分之一。

### 研究问题
FFCWS主要涉及十大方面：
1. 家庭社会背景：这方面包括了家庭成员的人口学特征、居住环境以及就业与收入情况。
2. 家庭成员在监狱与看守所受关押的情况
3. 涉及家庭成员的关系：主要包括亲生父母之间的关系、离异之后新产生的关系、社会参与程度、社会支持程度、宗教参与程度
4. 父母的健康与认知水平：其中健康包括了身体健康与心理健康。
5. 育儿方式：主要包括对子女的养育、训导以及其他关系。项目组也调查了儿童保护服务组织（英语：Child Protective Services）对这些家庭的介入。[9]
6. 儿童的健康与成长：包括孩子在各年龄段的健康状况、医疗状况与营养状况。调查也包括了孩子的一日常规、认知发展以及社会关系。
7. 托儿所与幼儿园
8. 小学：调查收集了与教师和课堂有关的背景信息，同时探究了学校对特殊教育的投资、孩子的课堂表现以及家长的参与程度。
9. DNA分析：探究了基因序列与各项指标的关联，以及基因与环境因素的相互作用
10. 社会福利：包括贫困家庭临时救助（英语：TANF）、食物券、公费医疗补助（英语：Medicaid）、所得税减免（英语：EITC）、儿童抚养协议强制执行以及住房补贴[10]

### 调查历程
在基线调查中，调查人员在医院里和新生儿的亲生父母进行了采访，采集了母亲与婴儿的医疗记录。后来项目组又对一些未面访到的父亲进行了电话采访。
在一年后的追访中，调查人员和孩子的父母进行了电话采访。
第三轮调查在孩子三岁时进行。该轮调查不但包括了对父母的电话采访，而且加入了家访环节。在家访过程中，访员对主要监护人进行了采访，为母亲和孩子测量了认知能力与身高体重等特征，还对家庭与周边的环境进行了观察。此外，调查人员还对育儿场所进行了实地调查，对保育员进行了采访。
第四轮调查在孩子五岁时进行，与第三轮大致相同，只是对保育员的采访变成了问卷。
第五轮调查在孩子九岁时进行，与第四轮大致相同，只是增加了对孩子的采访。
第六轮调查在孩子十五岁时进行，与第五轮大致相同，只是没有了对孩子老师的采访。
第七轮调查在孩子二十二岁时进行，已于2020年末开始。调查组对孩子自己的子女也采集了数据。
社会学家凯瑟琳·基尔南曾表示，在从1990年代中期到2010年代中期开始的大型西方家庭调查之中，FFCWS对于家庭外父亲的追踪成功率可以说是数一数二的。

### 研究成果
FFCWS的公开数据包含17002个变量，可以在普林斯顿人口研究中心的网站上下载。地理位置等更为敏感的数据在与项目组签订协议后才可以获得。已有数百篇期刊文章、学术专著、以及学位论文使用了FFCWS的数据。
麦克拉纳汉、加芬克尔、敏西以及社会学家罗恩·哈斯金斯和伊丽莎白·多纳休曾在2010年对FFCWS的研究成果做过一次总结，总共列举了四大发现。第一点与之前的主流观念相悖。未婚生子女的父母在孩子出生时大多还存有着亲密的关系。在基线调查中，大于50%的未婚生子女父母处于同居状态，此外又有36%的父母正在互相约会。第二，未婚生子女父母的社会背景给他们寻找工作、照顾家庭以及抚养孩子带来了不小的挑战。平均来说，非婚生子女的母亲比其他母亲年轻大约六岁，但她们之前与其他男子生育孩子的概率却比其他母亲大了大约两倍。家庭内外很可能有不止一位扮演父亲角色的人物。这可能会让家庭的社会关系变得十分紧张。此外，非婚生子女的父母平时收入往往较低，健康状况往往较差，物质滥用的可能性也往往较高。非婚生子女的父亲入狱的几率比其他父亲高出约四倍，而牢狱之灾则时常会破坏就业前景，扰乱家庭关系。可能正因为如此，FFCWS的第三个重大发现表明非婚生子女的家庭确实是较为脆弱的。65%的父母在孩子五岁时都已经分道扬镳了。最后，研究发现比起其他孩子，非婚生子女的测试成绩较低，而行为问题也较为严重。
根据研究成果，麦克拉纳汉和她的同事们提出了几点政策建议。政府需要扶助单亲父母，降低婚前生育率，减轻年轻男性罪犯的刑期，同时为青年男女提供感情关系等方面的辅导。正是因为FFCWS的发现，美国政府于2002年出台了一份成功家庭建设计划，为收入较低的未婚父母提供就业与健康方面的支持，同时对他们进行相关培训。
FFCWS为学术研究与政策制定提供了相当有力的依据，但它在数据质量方面依然有不足之处。调查的抽样框并未包括非婚生子女出生率低于10%的医院。项目组也没有采访想要将孩子送给他人抚养的父母以及尚未成年，因医院政策而无法接受采访的父母。由此产生的选择性偏差降低了调查数据对全美总人口的代表性。此外，调查组并没有与所有的父亲取得联系，也不能采访不会说英语或西班牙语的家长。由此带来的无应答误差进一步降低了数据的代表性。最后，社会期许误差让一些家长对家庭暴力以及物质滥用等行为进行了瞒报。